# Somnul sângelui
Somnul sângelui (titlu original Sommeil de sang ) este un roman science-fiction fantasy horror de Serge Brussolo. A apărut prima oară în 1982 la editura Éditions Denoël.

## Povestea
O dinastie de măcelari conduce un imperiu de „carne crudă”.  O fortăreață abator este pierdută în inima nisipurilor, aici se află "munții vii" - tezaure de carne și sânge. Aceste animale fabuloase au dormit peste o mie de ani dar se vor trezi doar pentru a muri. 

## Traduceri în limba română
- Somnul sângelui, Editura Aldo Press, 1997, 369 pagini, ISBN 9739307043 Traducere de Constantina Paligora